# Saint-Lô
Saint-Lô város Franciaország nyugati részén, Normandia régióban, Manche megye székhelye (prefektúra).

## Története

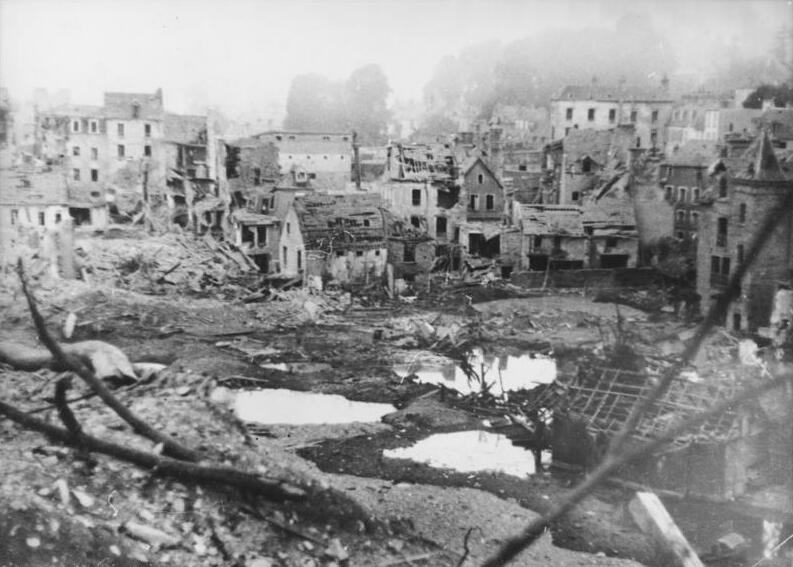
A második világháború pusztításai után

Az egyik legrégebbi város Normandiában, s egyben a legújabb is: 1944-ben szinte a földdel tették egyenlővé az itt dúló heves harcokban.
Briovère néven gall törzsek alapították, régi nevének jelentése híd a Vire folyón. Jelenlegi nevét a VIII. században kapta Szent Laud püspök után, aki itt élt 525-565 között és ide helyezte át a Coutances-i püspöki székhelyt.
A Normandiai Hercegség harmadik legnagyobb városa volt Rouen és Caen után, 1202-ben lett Franciaország része. A százéves háború során, 1347-ben angol kézre került. 1378-ban a franciák visszafoglalták, de 1418-ban még egyszer angol csapatok foglalták el, egészen 1449-ig. A vallásháborúk során 1562-ben a hugenották foglalták el.

## Demográfia
| Év   | Lakosság |
| ---- | -------- |
| 1793 | 7 304    |
| 1800 | 6 987    |
| 1806 | 7 601    |
| 1821 | 8 271    |
| 1831 | 8 421    |
| 1841 | 8 951    |
| 1851 | 9 682    |
| 1856 | 9 768    |

| Év   | Lakosság |
| ---- | -------- |
| 1861 | 9 810    |
| 1866 | 9 693    |
| 1872 | 9 287    |
| 1876 | 9 706    |
| 1881 | 10 121   |
| 1886 | 10 580   |
| 1891 | 11 445   |
| 1896 | 11 121   |

| Év   | Lakosság |
| ---- | -------- |
| 1901 | 11 604   |
| 1906 | 12 181   |
| 1911 | 11 855   |
| 1921 | 10 661   |
| 1926 | 10 718   |
| 1931 | 10 985   |
| 1936 | 11 814   |
| 1946 | 6 010    |

| Év   | Lakosság |
| ---- | -------- |
| 1954 | 11 778   |
| 1962 | 16 351   |
| 1968 | 18 615   |
| 1975 | 23 221   |
| 1982 | 23 212   |
| 1990 | 21 546   |
| 1999 | 20 090   |
| 2005 | 19 900   |

## Látnivalók

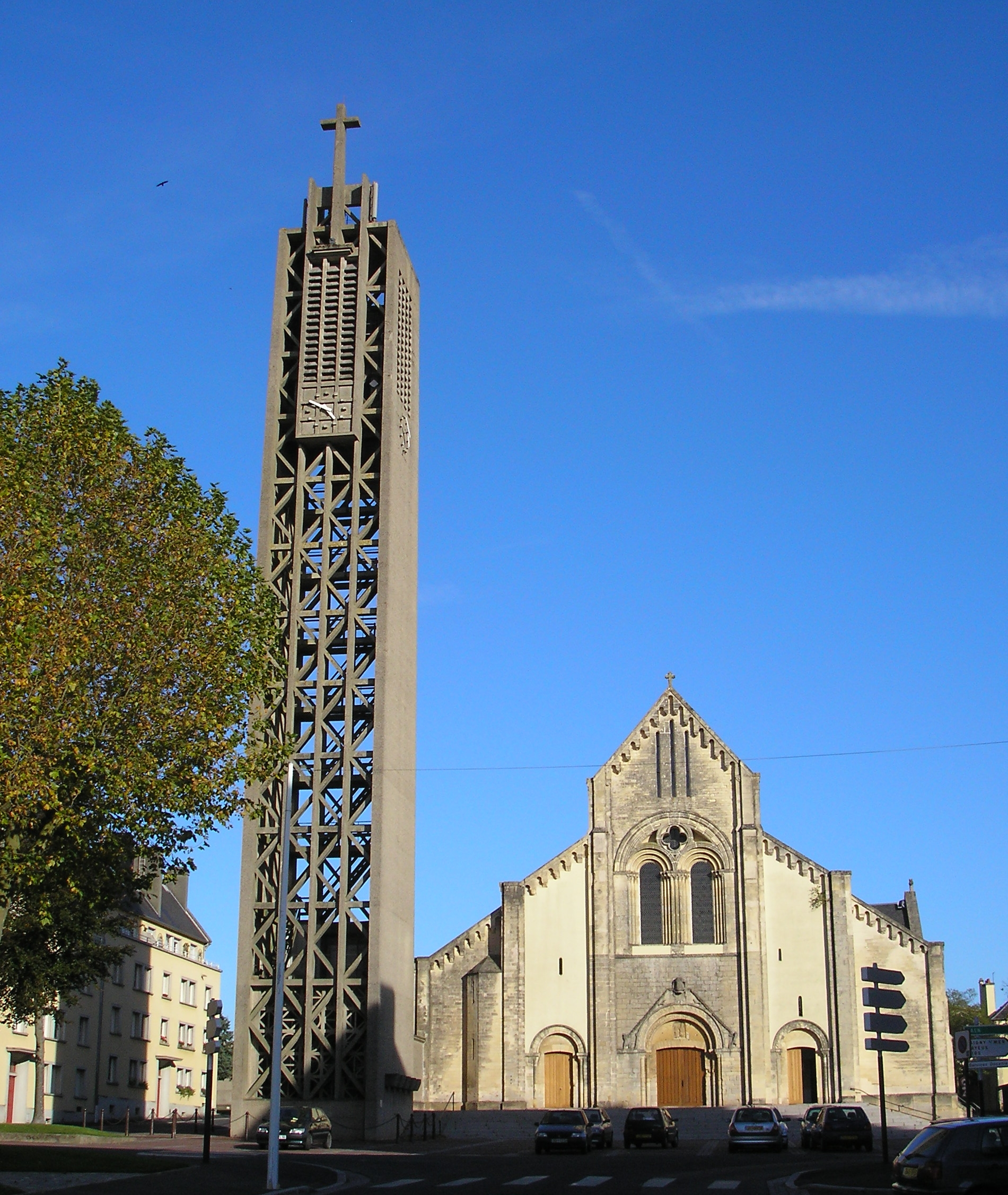
Église Sainte-Croix

- Église Notre-Dame – a XIII-XVII. század között épült templomot a második világháború után újjáépítették, de főhomlokzatán mementóként meghagyták a bombatámadások sebeit.
- Haras – ügetőlovakat nevelő telep.
- Városi kórház – amelynek falát Frenand Léger hatalmas mozaikja díszíti.
- Église Sainte-Croix - a XIII. században épült templom.

## Híres személyek
- itt született Jean Teulé (1953–2022) francia író, képregényíró, forgatókönyvíró

## Testvérvárosok
- Belgium - Saint-Ghislain, 1961
- Németország - Aalen, 1979
- Egyesült Királyság - Christchurch, 1985
- Franciaország - Quartier de Kervénanec à Lorient, 1988

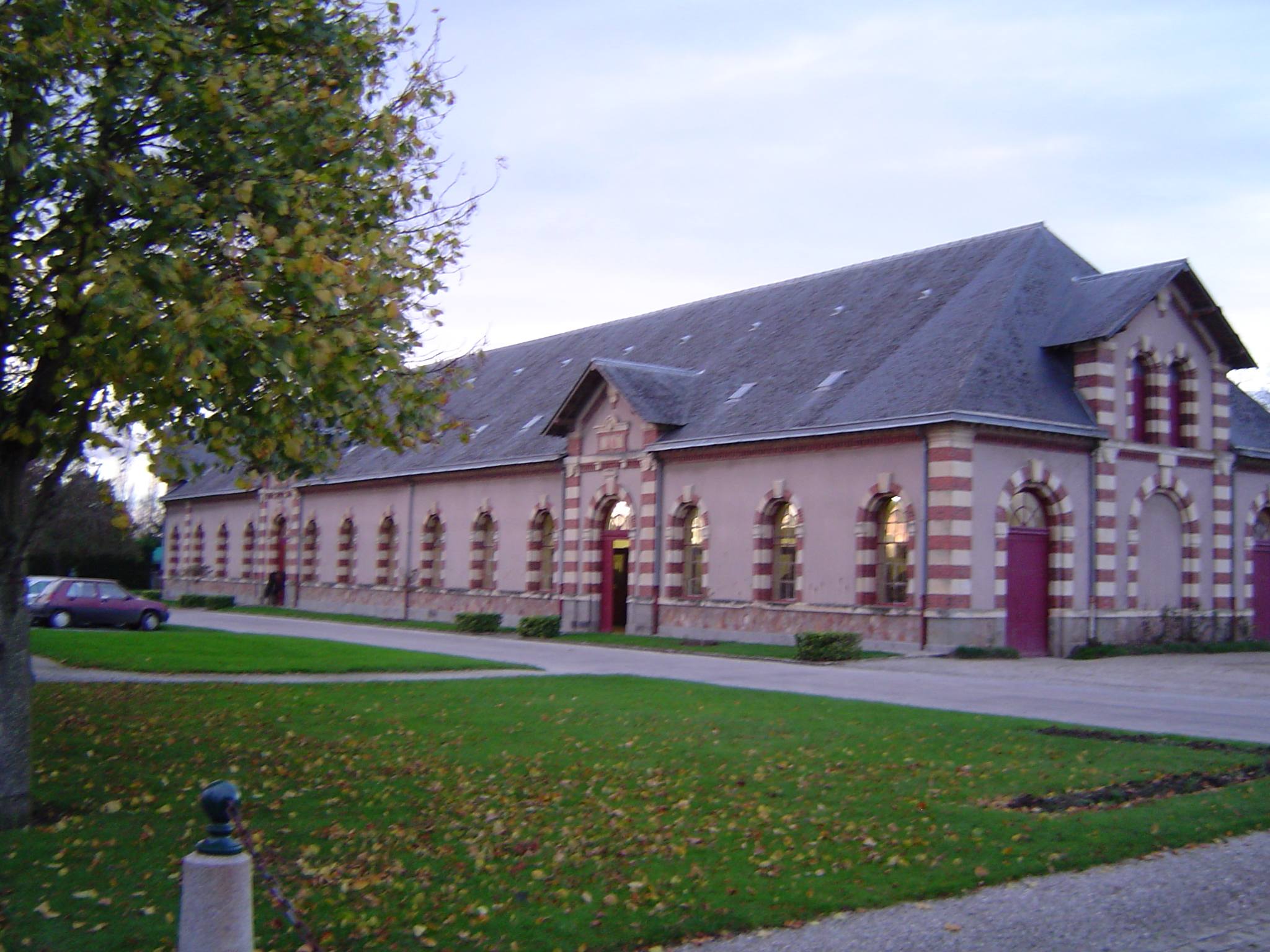
Haras

- USA - Roanoke, 1999

## Külső hivatkozások
- A város hivatalos honlapja